# Exocentrus mehli
Exocentrus mehli är en skalbaggsart som beskrevs av Holzschuh 1986. Exocentrus mehli ingår i släktet Exocentrus och familjen långhorningar.
Artens utbredningsområde är Sri Lanka. Inga underarter finns listade i Catalogue of Life.